# Мніхово Градіштє
Мніхово Градіште (чеськ. Mnichovo Hradiště) — місто у Середньочеському краї у окрузі Млада-Болеслав у Чехії. Вперше згадується у 1279 році. Населення становить близько 8800 осіб.

## Історія
Місто було вперше згадане у 1279 році як замок. Замок належав представникам родини Вальдштайнів.
У 1723 році останки Альбрехта Валленштайна були перепоховані із Їчіна до Мніхово Градіштє.
До 1918 року Мніхово Градіштє входило до складу Австрійської монархії Габсбургів як район з такою ж назвою. Потім місто увійшло до складу Чехословаччини. З 1992 року Мніхово Градіштє є частиною Чехії. Пізніше місто стало частиною округу Млада-Болеслав Середньочеського краю.

## Відомі особистості
- Емануель Арнольд[cs], чеський революціонер.
- Франц Халупа[cs], чеський художник.
- Ян Шверма[cs], чеський комуніст, журналіст.
- Леопольд Комперт[cs], чеський письменник.
- Їржі Танцибудек[en], австро-чеський гобоїст.

## Міста-побратими
Мінхово Градіштє має три міста-побратими:
- Хойнув
- Ерцгаузен
- Фільїне-е-Інчиза-Вальдарно

## Галерея

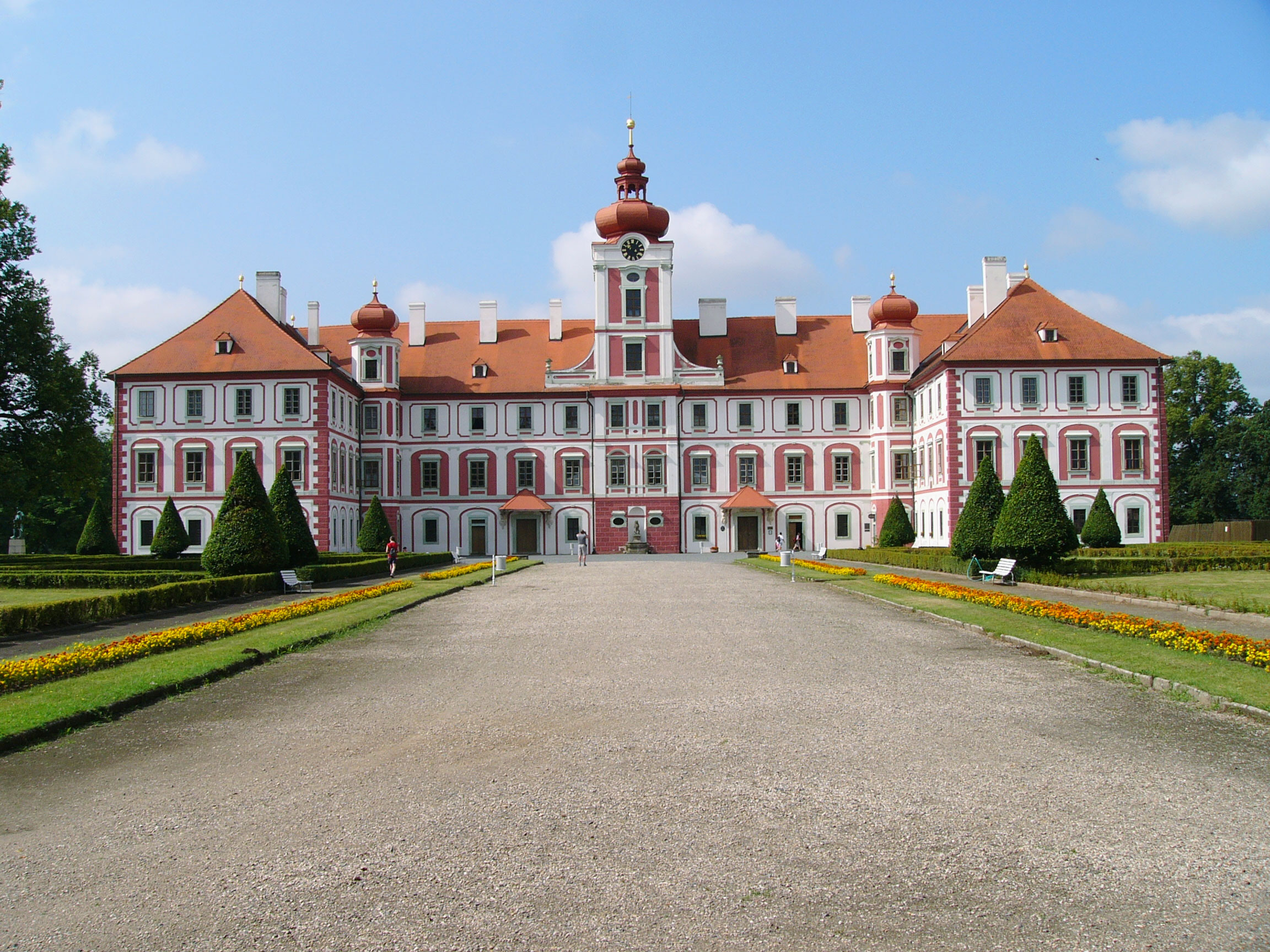
Замок у Мніхово Градіштє
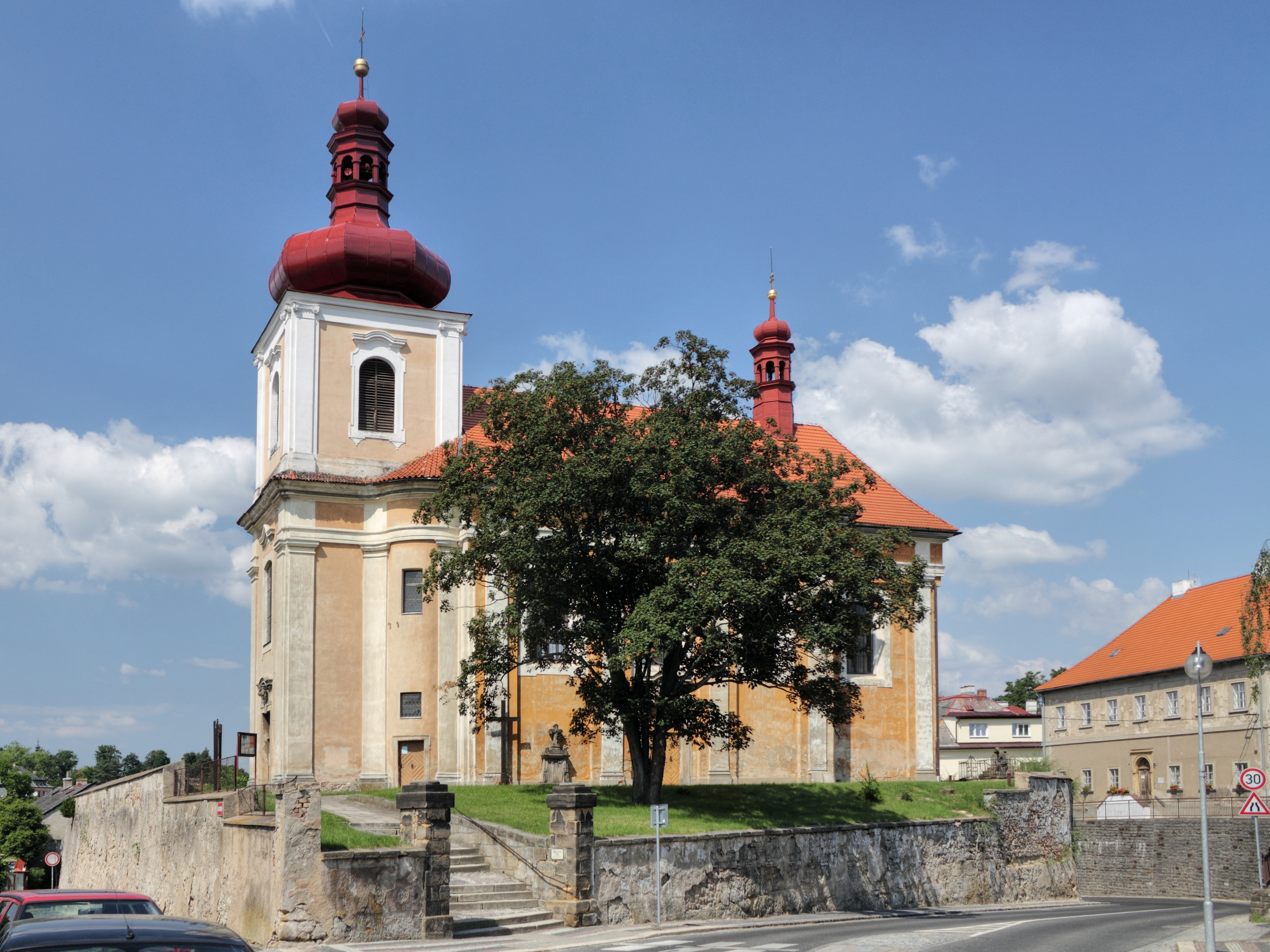
Церква святого Якова XVIII століття
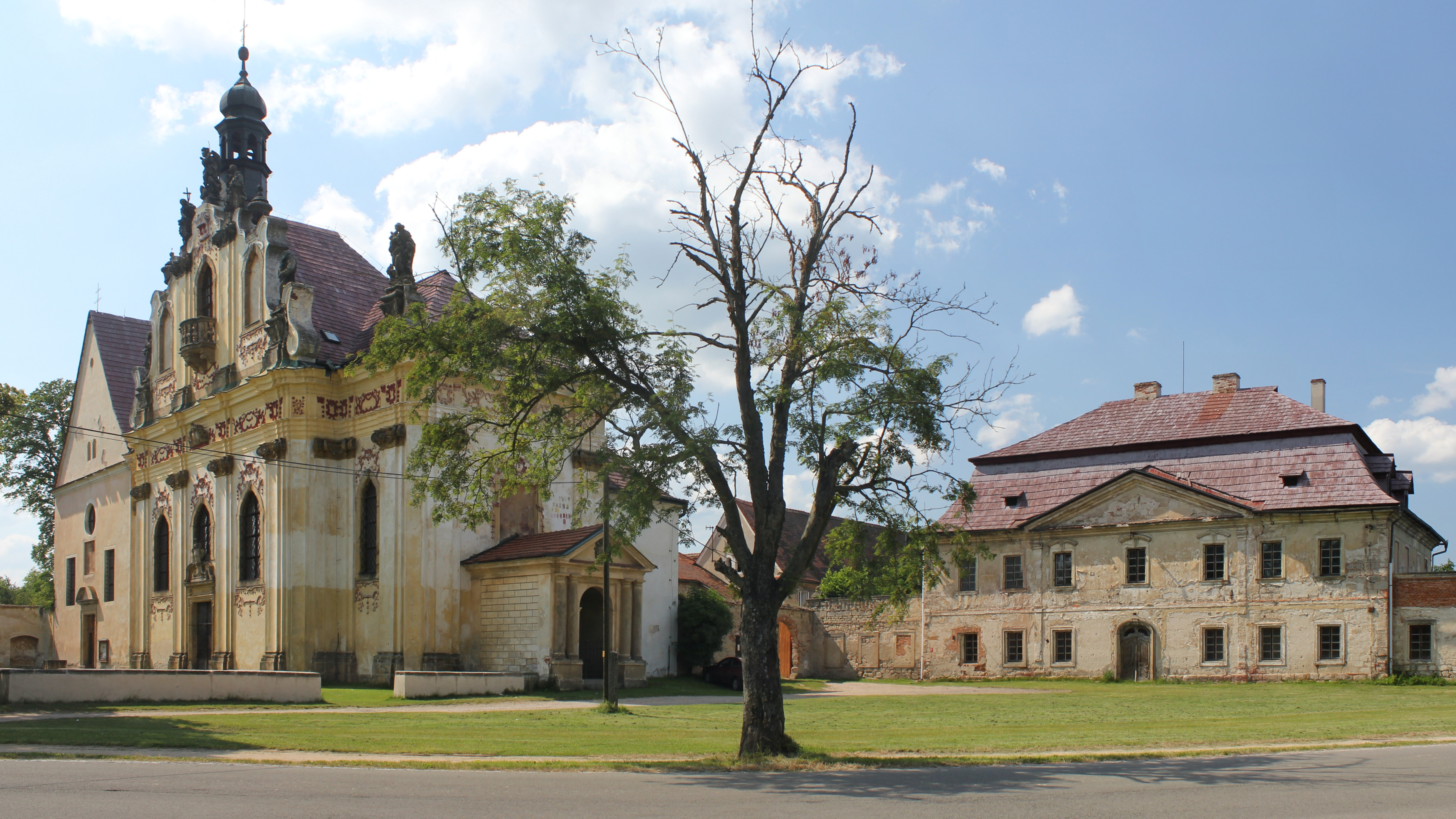
Колишній монастир капуцинів